# Tank Girl (Film)
Tank Girl ist ein US-amerikanischer Science-Fiction-Actionfilm von Rachel Talalay aus dem Jahr 1995. Die Handlung basiert auf der Comic-Reihe Tank Girl. Der Film startete am 22. Juni 1995 in den deutschen Kinos.

## Handlung
Die Welt ist im Jahr 2033 nach einem großen Meteoriteneinschlag eine große Wüste. Die Wasservorräte werden von dem Konzern Water and Power unter der Leitung von Kesslee kontrolliert.
Kesslees Soldaten überfallen die Siedlung, in der Rebecca lebt. Nur sie und das kleine Mädchen Sam überleben. Sie werden gefangen genommen und zu Kesslee gebracht, der von Rebecca fordert, dass sie für ihn arbeitet. Als sie das Angebot ablehnt, wird sie in ein Arbeitslager geschickt.
Während der Zwangsarbeit lernt Rebecca eine Technikerin kennen, die, obwohl sie die Fluggeräte und Fahrzeuge von Water and Power wartet, ebenfalls eine Zwangsarbeiterin zu sein scheint. Rebecca will sie zur Flucht überreden, benötigt dazu aber mehrere Versuche. Schließlich fliehen die beiden, indem sie einen Kampfpanzer und eins der Fluggeräte stehlen.
Die Frauen geraten an die Rippers, eine Gruppe Kängurumenschen.
Sie alle stammen aus einem militärischen Experiment, welches nach Aussage der Rippers das Ziel hatte, die perfekten Soldaten zu erschaffen.
Die Rippers wollen die Frauen zuerst töten, einige finden sie dann aber zu attraktiv dafür. Um zu beweisen, dass sie keine Spione der Water and Power sind, werden Jet Girl, wie die Pilotin sich nun nennt, und Rebecca damit beauftragt, einen Waffentransport des Konzerns auszuspähen und den Rippers Beweisfotos der Lieferung zu beschaffen. Dies gelingt den beiden auch.
Die Rippers und die Frauen führen nun einen Guerillakrieg gegen die Truppen von Water and Power.
Kesslee, der das Mädchen Sam weiter in seiner Gewalt hat, verschanzt sich im Hauptquartier des Konzerns, sodass Tank Girl den Entschluss fasst, dieses anzugreifen, um das Mädchen zu befreien.
Dies stellt sich jedoch als Falle heraus, in der Kesslee die Rippers, die einzige verbleibende Bedrohung für Water and Power, unschädlich zu machen gedenkt. Vom Ausbruch Rebeccas und dem Diebstahl der Fahrzeuge an folgten alle Geschehnisse dem Plan des Konzernchefs, was er Tank Girl beim Kampf im Hauptquartier auch genüsslich offenbart. Dank des Panzers und der überlegenen Kampfkünste der Rippers wird Kesslee jedoch besiegt und Sam gerettet.

## Kritiken
James Berardinelli schrieb auf ReelViews, dass der Film keine Kunst sei, aber „ganz sicher Spaß mache“ („it sure is fun“). Der Film „gehe ins Extreme“, nichts sei für ihn heilig. Die Spontanität und das Fehlen der Seriosität würden den Erfolg des Films ausmachen.
Roger Ebert schrieb in der Chicago Sun-Times vom 31. März 1995, dem Film mangele es nicht an Ehrgeiz. Er nutze zahlreiche „Tricks“ der Filmkunst, um eine multimediale Version der Comic-Hefte zu kreieren. Er setze auf die technischen Effekte, was auf den Zuschauer jedoch „ermattend“ wirke.

## Hintergrund
Der Film wurde in Arizona, in Kalifornien und in New Mexico gedreht. Seine Produktionskosten betrugen schätzungsweise 25 Millionen US-Dollar. Er spielte in den Kinos der Vereinigten Staaten 4,06 Millionen US-Dollar ein; weltweit waren es insgesamt ca. 6,6 Millionen US-Dollar.
Am 10. September 2019 wurde bekannt, dass sich Schauspielerin Margot Robbie mit ihrer Produktionsfirma LuckyChap Entertainment die Rechte für eine Neuverfilmung gesichert hat.